# Kňovice (zámek)
Zámek Kňovice se nachází na místě někdejší tvrze v obci Kňovice v okrese Příbram ve Středočeském kraji. Rozsáhlý areál zámku zahrnuje kapli sv. Josefa, park a hospodářské zázemí. Zámek, který je v soukromém vlastnictví, je zapsaný v Ústředním seznamu nemovitých kulturních památek České republiky.

## Historie
První kamenný dům na místě někdejší kňovické tvrze postavil v první čtvrtině 17. století Adam Felix Vojkovský, manžel Ludmily, dcery slavného rybníkáře Jakuba Krčína z Jelčan a Sedlčan. Po bitvě na Bílé hoře musel Adam Vojkovský opustit Čechy a odejít do exilu. Kňovice pak získal na základě smlouvy ze dne 7. ledna 1628 rekatolizátor a pobělohorský zbohatlík Pavel Michna z Vacínova, který se narodil jako syn řezníka v Budyni nad Ohří a později byl povýšený do šlechtického stavu. Syn Pavla Michny prodal Kňovice v roce 1665 pražskému vědci, fyzikovi a doktoru medicíny Mikuláši Franchimontovi z Frankenfeldu. V roce 1709 zdědila Kňovice vnučka Mikuláše Franchimonta a dcera Antonína Franchimonta Anna Marie Viktorie, manželka Václava Malovce z Chýnova a Winterbergu, která nechala přestavět zdejší sídlo do barokní podoby.Její zásluhou byla také v letech 1729 až 1731 u vstupu do zámeckého areálu vybudována veřejná kaple, zasvěcená svatému Josefovi.
Po smrti Jana Vincenta Lipovského z Lipovice, vnuka Anny Marie Viktorie, syna její dcery Marie Terezie, provdané za rytíře Václava Lipovského z Lipovice, koupil v roce 1819 kňovický statek nadporučík Antonín Wang. Jeho potomci přestavěli kňovické sídlo v druhé polovině 19. století v novogotickém stylu. V roce 1895 koupil kňovický zámek významný český internista, profesor MUDr. Emerich Maixner, který mimo jiné v letech 1878 až 1897 působil jako vrchní redaktor Ottova slovníku naučného. Až do roku 1948 Kňovice vlastnili Maixnerovi potomci. Po Únoru 1948 jim byl zámek zkonfiskován a v dalších desetiletích zde sídlil místní národní výbor. Západní část areálu využívalo místní jednotné zemědělské družstvo. Po roce 1989 zámek získal soukromý vlastník a objekt není přístupný veřejnosti.

## Popis
Zámecký areál se rozkládá na nepravidelném půdorysu v centru obce Kňovice poblíž místní návsi. Severní strana zámku je ohraničena průtahem silnice č. 119, která spojuje města Dobříš a Sedlčany v okrese Příbram. Zámecká budova se nachází v severovýchodním rohu areálu při hlavním vjezdu do nádvoří. Naproti jižnímu průčelí zámku na druhé straně od vjezdu stojí barokní kaple sv. Josefa.  Kaple má osmiúhelníkový půdorys a je zakončena hranolovitou věží s jehlancovou helmicí. Na severní straně dvora jsou čtyři na sebe navazující hospodářské budovy.
Zámecký park o rozloze 4 ha zabírá jižní polovinu areálu a je obehnaný kamennou zdí, v níž jsou dvě barokní brány. Při stavbě kaple na přelomu 20. a 30. let 18. století byla v jižní části zámeckého parku založena formální zahrada se středovou osou, která byla zakončena cihlovým altánem. Zahrada byla obklopena krajinářským parkem, jehož součástí byl rybník s ostrůvkem. Rybník i altán později zanikly a zahrada zarostla náletovými dřevinami a křovinami.

## Galerie

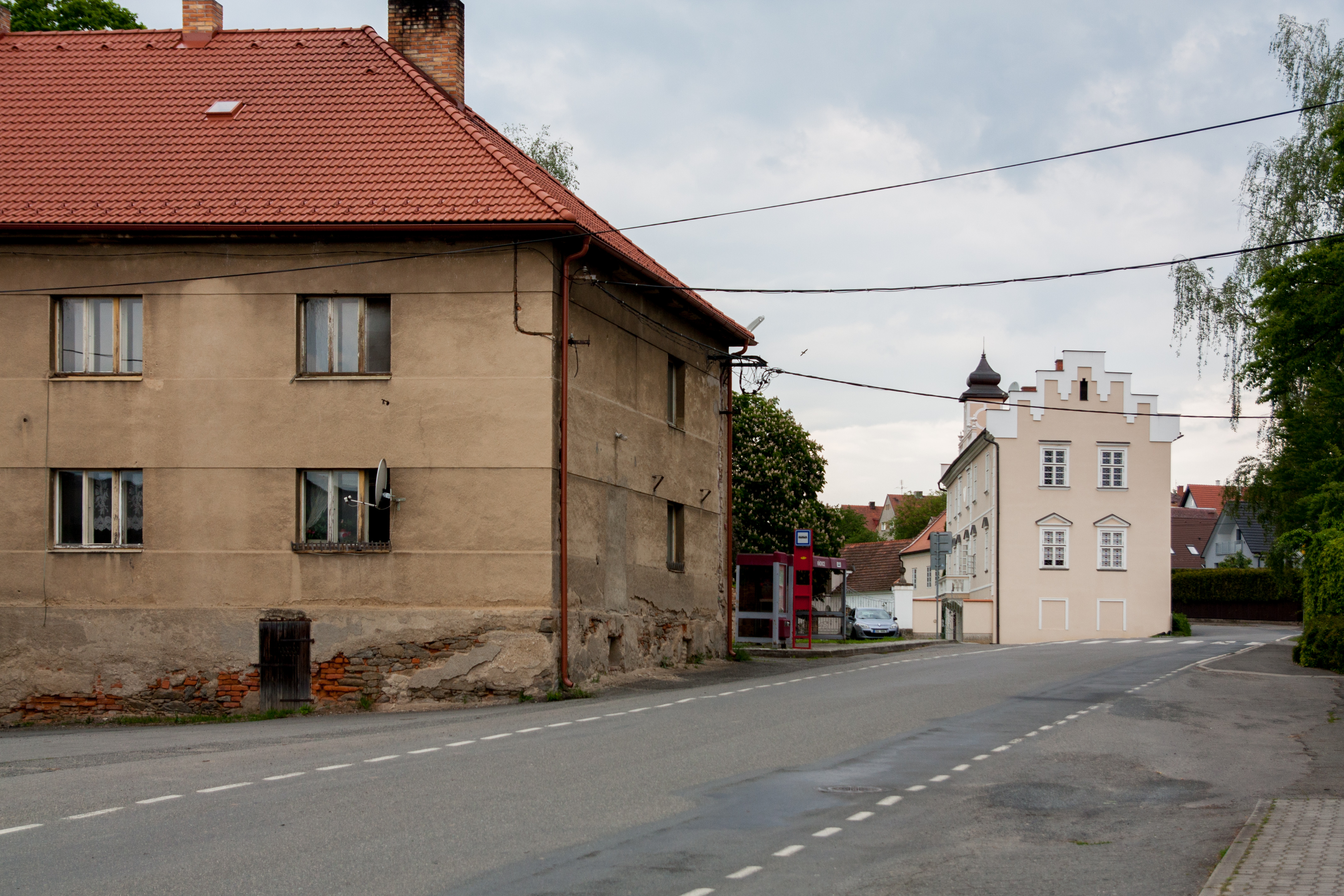
Silnice II/119 v obci, v pozadí zámek
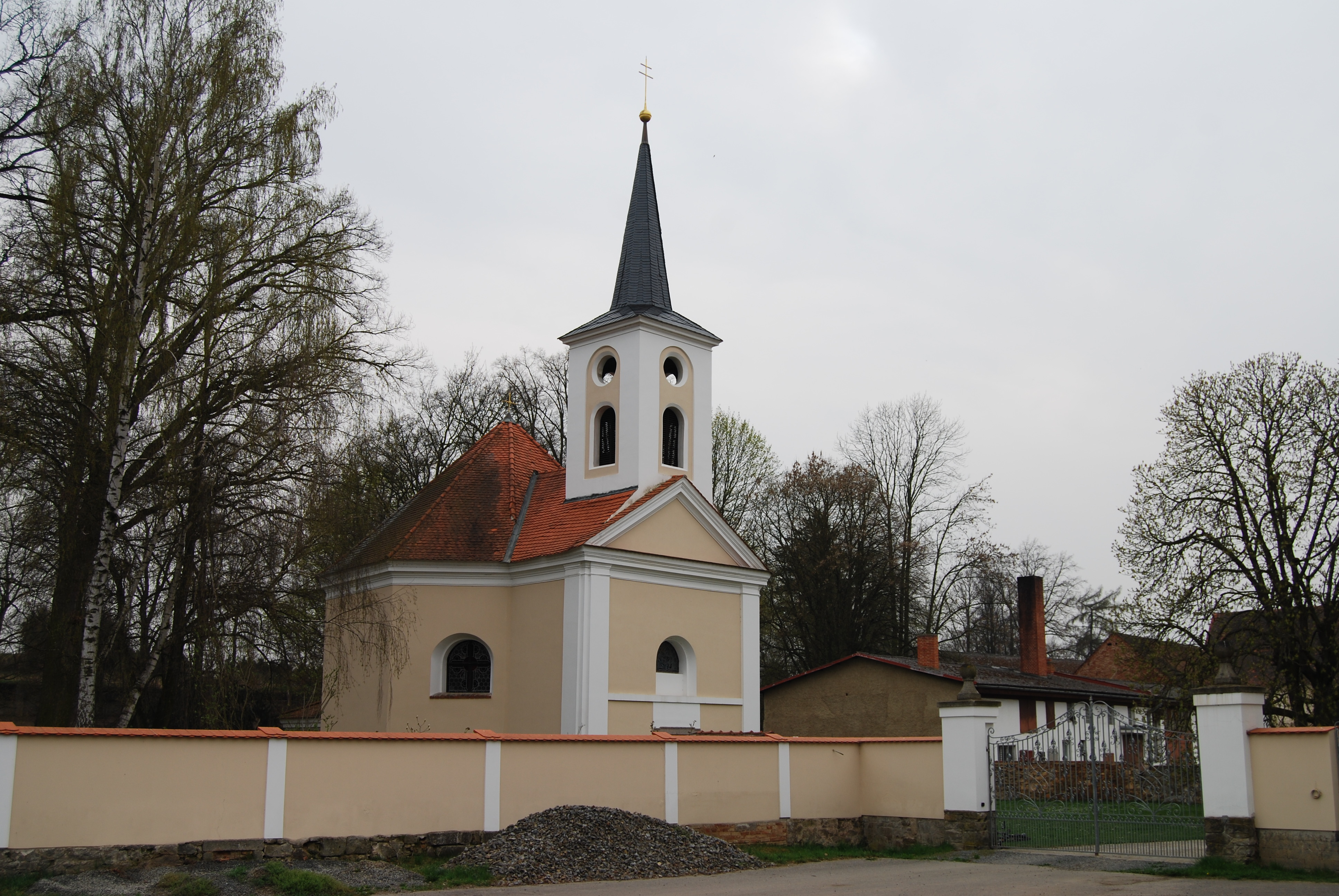
Kaple sv. Josefa a barokní brána
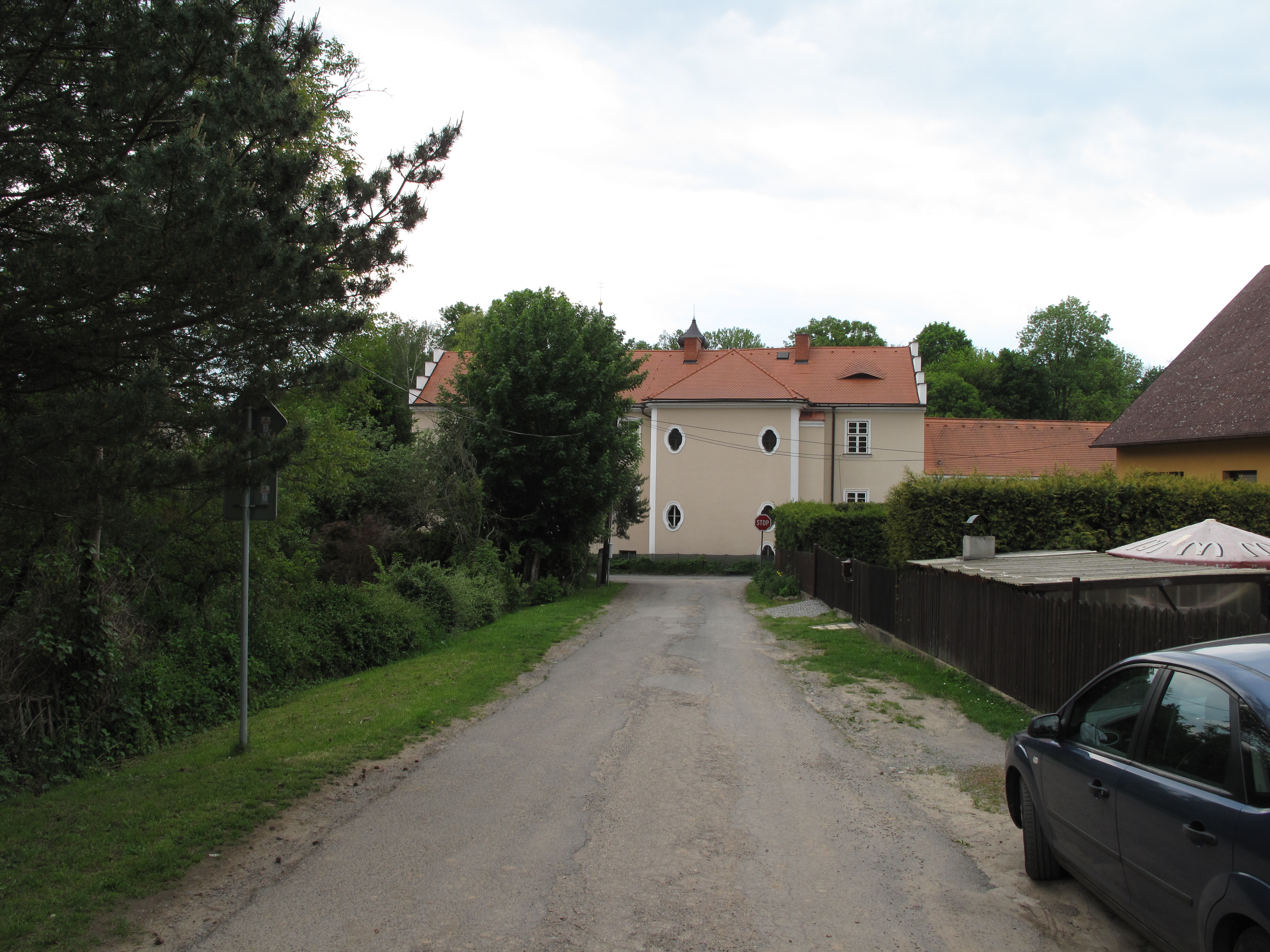
Pohled na severní stranu zámku
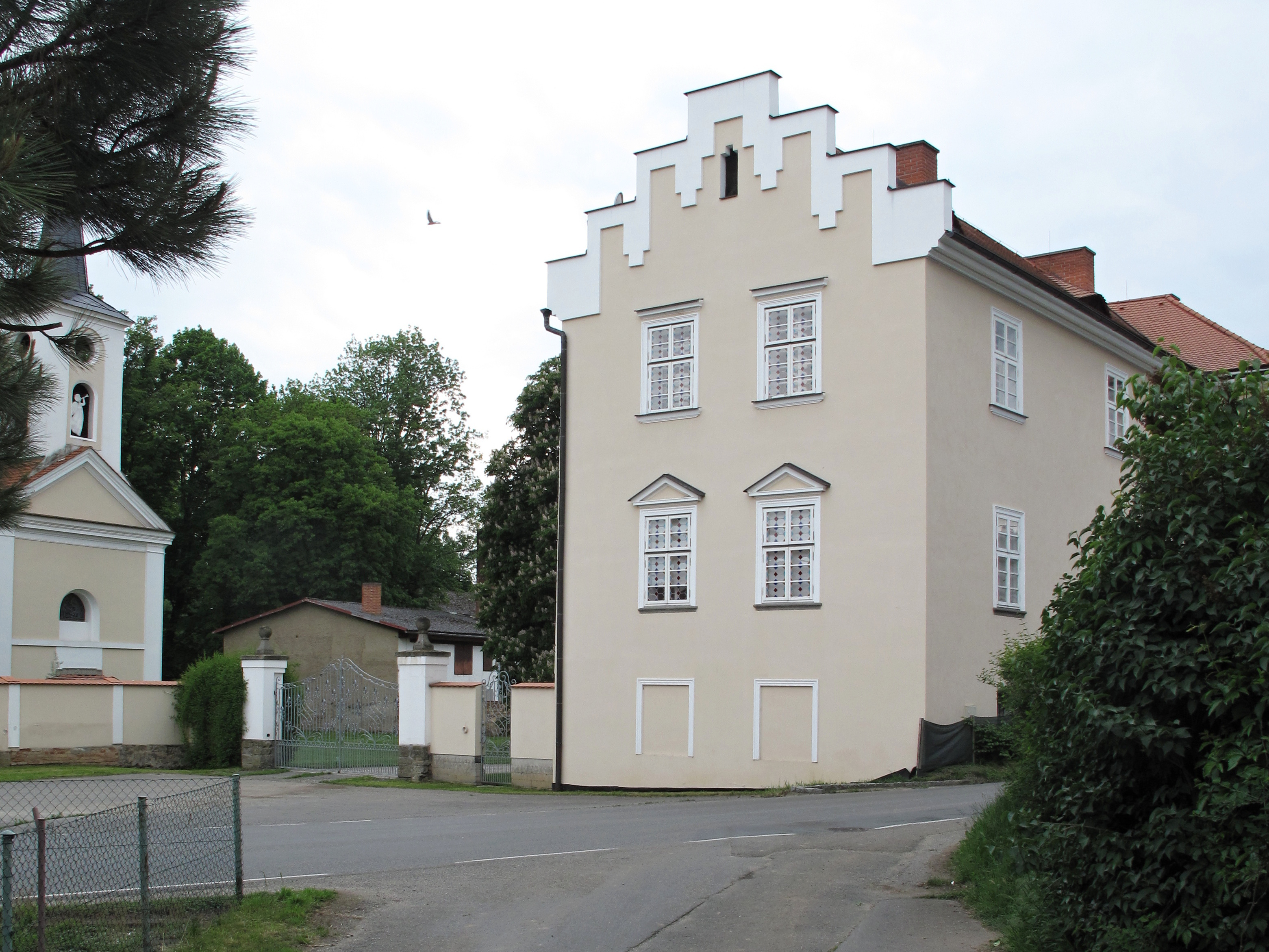
Hlavní vstup na východní straně areálu